# Putty-Clay-Modell
Das Putty-Clay-Modell (deutsch: Kitt-Lehm-Modell) ist ein Modell der Produktionstheorie. Es geht davon aus, dass bei der Planung von Produktionssystemen (Fabrik, Fließband, einzelne Maschine) große Wahlmöglichkeiten bestehen bezüglich ihrer Ausgestaltung, jedoch nicht mehr nachdem es fertiggestellt wurde. Dann sind die Produktionsmöglichkeiten entweder fest vorgegeben oder können nur noch in vergleichsweise geringem Maße verändert werden. Dies wird durch den Vergleich veranschaulicht, dass sich Produktionssysteme in der Planungsphase wie Kitt (engl.: putty) verhalten, nämlich weich und formbar. Danach, wenn das Produktionssystem errichtet wurde, verhält es sich eher wie (gebrannter) Ton / Lehm (engl.: clay).
Das Putty-Clay-Modell verbindet damit verschiedene andere Produktionsmodelle. Die Engineering Production Functions betrachten nur die Planungsphase von Produktionsanlagen und analysieren verschiedene Substitutionsmöglichkeiten, die Aktivitätsanalyse und die Gutenberg-Produktionsfunktion dagegen, gehen von einem bereits bestehenden Produktionssystem aus, bei denen sich nur noch bedingt Produktionsprozesse substituieren lassen.